# Ni tan tarde
Ni tan tarde fue un programa de televisión tipo late night de Venezuela que tuvo un gran éxito nacional, transmitido por Televen, y luego Puma TV, hasta ser cancelado en 2001.

## Trama
Luis Chataing y Erika de la Vega, personajes que le imprimían juventud y humor a diversos temas, siempre con un toque de ironía y sarcasmo, convirtiéndose en el espacio favorito del público joven porque rompía todos los esquemas.
Ni Tan Tarde está estructurado en tres secciones. En la primera sección Erika y Luis comentan temas de actualidad e incluyen algunos fragmentos grabados en exteriores que van desde cortas entrevistas a personajes de farándula, hasta divertidos manuales de instrucciones que enseñan a manejar diversos aspectos de la vida cotidiana.
En la segunda parte se realiza la entrevista y en la tercera sección los moderadores comentan algunas fotografías extraídas de la prensa nacional del día, todo dentro de su concepto humorístico.

## Origen
El éxito de El monstruo de la mañana en la radio había levantado demasiado como para detenerse allí. Por lo que Luis Chataing empezó a asistir en carácter de invitado a programas de entrevistas de RCTV. Lo invitaba Marieta Santana, e hizo un trabajo especial de Las Juanas con Eyla Adrián, hasta que llegan las Olimpíadas de Atlanta y transmite el evento desde allá.
Muchos de los gerentes del canal profesaban la creencia “talento de radio no es talento de televisión”. Pero la realidad los empezaba a cercar. A pesar de los errores que Luis había cometido como primerizo en los Estados Unidos, su trabajo desde allá ya había propuesto una nueva manera de hacer televisión. Luis se empezaba a preparar para el próximo paso.
Empezaron las reuniones para un programa. “Yo almorcé en el canal como 16 mil veces”, dice Chataing. “Pasé un año y medio, casi dos, buscando que me prestaran atención”. Entonces conoció a Daniel Benaím a través de Anabelle Blum. Conversaron de late shows, del ánimo de ambos para elaborar un proyecto. Y empezaron a trabajar en un piloto.
La asociación con Benaím no gustó en RCTV. “Pero yo no podía dejar de lado a la única persona que había creído en mi”. Así que le compran la producción, pero ya había descontento entre los programadores. Por lo que lo colocan a las siete y treinta de la noche, “que era como poner a Almorzando con Orlando a las ocho de la mañana”.
Tres veces a la semana, en tres horarios distintos, fue el hábito que le dieron en RCTV a Nunca en Domingo, que era el primer esbozo de Ni Tan Tarde. El programa no duró más de cuatro semanas al aire, y Luis Chataing sufre de un “guayabo vocacional” que le desploma profesionalmente.

## Secciones
Estas son algunas secciones transmitidas en este show:
- Duelo de titanes

- ¿Cuántas extensiones van?

- La hora "0"

- Reto suaz

- La lista de 10

## Éxito y salida del aire
Mónica Sancio empezaba con un programa de entrevistas en Meridiano TV. Y se tuvo la idea de invitar a Luis y a Erika, compañeros de micrófono para esos días, a su espacio. Mónica estaba un poco nerviosa, pero Luis y Erika, que estaban por primera vez juntos al aire en televisión, traían el fogueo de compartir estudio de radio: “nos comimos ese programa”, “hicimos lo que quisimos”.
Aquí está el regreso a la tele, dijo Luis. Erika era la garantía de que habría algo constantemente al aire que estaría en movimiento. Entonces trabajaron con Benaím para hacer un nuevo formato. Ni Tan Tarde fue pensado por casi un año. El set tenía poco público pero era un set cálido. Los trajes no podían ser formales como en los late shows norteamericanos. No se iba a echar mano de la orquesta en estudio. Y a diferencia de la iluminación nocturna del formato original, decidieron que la iluminación sería lo suficientemente clara como para destacar a la pareja conductora.
Televen creyó en el proyecto. Lo esperó, y desde marzo de 1999 Ni Tan Tarde sale ininterrumpidamente al aire de lunes a jueves, es aclamado en todos los sitios a los que llega la señal nacional de Televen, y se ha hecho, en muy poco tiempo, un icono representativo de una generación que ve morir un milenio y nacer otro, bajo el signo de un programa de televisión: Ni Tan Tarde.
"A mediados del año 2001 Televen decide sacar del aire a Ni Tan Tarde de una manera abrupta sin dar mayores detalles, lo que generó una fuerte conmoción entre quienes veían como producían y conducían el exitoso espacio televisivo.
Es así como luego de un periodo de descanso e intensas negociaciones, Ni Tan Tarde regresa al aire en la pantalla del extinto canal Puma TV (actualmente Canal I), transmitido de lunes a viernes de 9:00 p. m. a 9:30 p. m.
"Por razones de costo y atravesando Venezuela una situación de particular inestabilidad política, el canal Puma TV toma la decisión de suspender las transmisiones de Ni Tan Tarde, culminando así el día 3 de Mayo la historia del que sin duda alguna se convirtió en algo más de 3 años en "el programa que revolucionó la televisión de media noche".

## Último programa
Éste fue el diálogo de la última transmisión de Ni Tan Tarde:
- LUIS: Buenas noches, Erika De La Vega.
- ERIKA: Luis Chataing.
- LUIS: Bienvenidos a NTT, el programa que revolucionó la televisión de media noche!
- ERIKA: Bien amigos, este es el último programa de NTT. Luego de algo más de tres años, esta noche nos despedimos del público sabemos que estas palabras le trae recuerdos recientes al presidente Chávez, pero en este caso no se trata de él.
- LUIS: Puma TV se compromete con los televidentes de este espacio en publicar nuestra carta de renuncia con las respectivas firmas de Erika y mía.
- ERIKA: La gente nos ha preguntado qué vamos a hacer cuando terminemos el programa de esta noche suponemos que nos llevarán a La Orchila.
- LUIS: Hace unos minutos Erika y yo conversábamos en nuestros camerinos sobré qué hacer con esta hermosa escenografía que nos acompañó en la segunda etapa de NTT aquí en Puma TV pues bien, se lo vamos a regalar al Noticiero de VTV, ellos lo necesitan.
- ERIKA: En cuanto a nuestro futuro, yo seguiré animando ³Diente por diente² en RCTV, Chataing aceptará un trabajo que le ofrecieron en el Ministerio de la Defensa, la labor de Luis será convencer a los venezolanos de que las cosas que dice el general Lucas Rincón son verdad.
- LUIS: Durante estos tres años vivimos momentos memorables en este estudio como cuando se nos metieron unos invasores de tierra en el estudio (vemos imagen de invasores viviendo en estudio en un programa anterior), visitas de personajes inesperados (vemos interrupción de Freddy Bernal en un programa anterior).
- ERIKA: Recibimos un mensaje de la Asamblea Nacional informándonos que tan pronto la Comisión de la Verdad determine las causas por las que NTT salió del aire de Televen, procederán a iniciar la investigación del por qué ahora salimos de Puma TV. "

## Invitados
Algunos de los invitados del programa fueron:
- Tisuby & Georgina

- Boris Izaguirre

- Alejandro García (Virulo)

- Angelito Botones "El Payasito Malandro"

- Oscar D'León

- Viviana Gibelli

- Arnaldo André

- Bertin Osborne

## Premios
- Nominado al Premio Urbe 2000 como "Mejor Programa del Año"
- Premio Urbe 1999 "Mejor Programa del Año"
- Premio Mara de Oro 1999 "Mejor Programa del Año"
- Nominados como "Programa de Variedades Nocturno del Año" al premio La Musa De Oro 2000.